# Penn & Teller

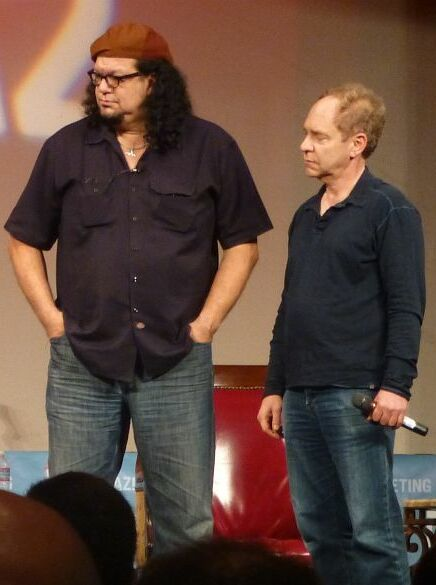
Penn & Teller på scen tillsammans med James Randi på The Amazing Meeting 2012 (TAM-2012) under Keynoten: "38 Years of Magic & BS: A Conversation with Penn & Teller"

Penn & Teller är en amerikansk illusionistduo som har framträtt ihop sedan mitten av 1970-talet. Jillette (egentligen Penn Fraser Jillette) startade som jonglör medan Teller (ursprungligen Raymond Joseph Teller) är trollkarl. Jillette brukar prata medan Teller säger nästan ingenting och ibland agerar försökskanin.
Numera har de utvidgat sitt område till att avslöja bluffmakare och blåsningar såsom spiritism och bortföranden av utomjordingar i TV-serien: "Bullshit!". 
De är ateister, skeptiker och libertarianer. De är båda med i Cato Institute, en libertariansk tankesmedja.

## Filmografi
- 1989 - Penn & Teller Get Killed
- 2000 - Fantasia 2000
- 2005 - The Aristocrats

### Musikvideo
- Paret deltog 1986 i Run-DMC:s musikvideo "It's tricky".[6]